# Tveit
Tveit er en bydel og en tidligere kommune i Kristiansand kommune i Agder, Norge. Tveit havde 1.418 indbyggere per 1. januar 2009, og ligger ca 18 kilometer nordøst for centrum af Kristiansand. Kristiansand Lufthavn, Kjevik og Luftforsvarets skolesenter Kjevik ligger i bydelen Tveit. Tveit har egen skibakke og eget bygdemuseum på Knarrestad.
Tveit var selvstændig kommune fra 1837 til 1964. Fra 1. januar 1965 blev Tveit, Oddernes og Randesund kommuner slået sammen med Kristiansand. Den nye storkommune har navnet Kristiansand.
Tveit Kirke er en stenkirke fra 1100-tallet, og Tveit er eget præstegæld under Kristiansand domprovsti.

## Skrivemåder
- 1900: Tveid
- 1865: Thvet
- 1801: Tved

## Ekstern henvisning
- Tveit Skisenter Arkiveret 2. januar 2020 hos  Wayback Machine

58°14′7″N 8°7′22″Ø / 58.23528°N 8.12278°Ø